# جاكومو كازانوفا
جياكومو جيرولامو كازانوفا (2 أبريل 1725 – 4 يونيو 1798)، مغامر إيطالي، ولد في جمهورية البندقية وتجول في أنحاء أوروبا. يُعرف بشكل رئيسي بسيرته الذاتية التي كتبها بالفرنسية ونُشرت بعد وفاته بعنوان Histoire de ma vie ("قصة حياتي"). أصبح هذا العمل مرجعًا مميزًا وغنيًا بالمعلومات حول تقاليد وأعراف المجتمع الأوروبي في القرن الثامن عشر.
نشأ كازانوفا في عائلة فنية تعمل في التمثيل، ودرس القانون في جامعة بادوفا حيث تلقى رتبًا دينية أولية بهدف أن يصبح محاميًا كنسيًا. ومع ذلك، فقد افتقر إلى الشغف لهذا المجال أو للدعوة الدينية، فسرعان ما تخلى عن تلك الخطط واختار حياة الترحال كمقامر وعازف كمان ومخادع أدبي. تمكن كازانوفا خلال مسيرته من الحصول على الدعم والمكاسب من رعاة أرستقراطيين بادعائه امتلاك معرفة سرية في الكيمياء والخيمياء والسحر. من أبرز مغامراته هروبه الشهير من سجن بيومبي [الإنجليزية] في البندقية، حيث سُجن بقرار من مجلس العشرة [الإنجليزية] بتهم تتعلق بالدين والأخلاق، كما لعب دورًا في إقناع السلطات الفرنسية بإنشاء يانصيب حكومي كمصدر للدخل.
كان كازانوفا كثيرًا ما ينتحل ألقاب النبلاء مثل "بارون" أو "كونت فاروسي" (نسبة لاسم والدته قبل الزواج)، واستخدم أيضًا اللقب الفرنسي Chevalier de Seingalt. بعد نفيه الثاني من البندقية، بدأ الكتابة بالفرنسية ووقع أعماله باسم "جاك كازانوفا دي سينجالت". استعرض لقاءاته مع باباوات وملوك وكاردينالات في سيرته الذاتية، إضافة إلى شخصيات بارزة مثل فولتير، غوته، وموزارت.
اشتهر كازانوفا أيضًا بعلاقاته العاطفية المتعددة والمعقدة التي امتدت من شبابه حتى شيخوخته، وحرص على توثيقها بتفاصيل دقيقة في سيرته الذاتية. لهذا السبب أصبح اسمه رمزًا للرجل المغوي والعاشق الشهير مثل "لوثاريو" و"دون جوان". قضى كازانوفا سنواته الأخيرة في بوهيميا، حيث عمل أمين مكتبة لدى الكونت فالشتاين وأقام في قلعة دوكس [الإنجليزية].

## روابط خارجية
- جاكومو كازانوفا على موقع IMDb (الإنجليزية)
- جاكومو كازانوفا على موقع الموسوعة البريطانية (الإنجليزية)
- جاكومو كازانوفا على موقع إن إن دي بي (الإنجليزية)
- جاكومو كازانوفا على موقع ديسكوغز (الإنجليزية)
- جاكومو كازانوفا على موقع قاعدة بيانات الفيلم (الإنجليزية)